# サド・レバイン
サド・レバイン（Thad Levine 1971年11月12日 - ）は、MLB・ミネソタ・ツインズのゼネラルマネージャー（GM）（2016年11月 - ）。

## 来歴
バージニア州アレクサンドリア出身。ハーバード大学在学時には自身も野球をプレーしていた。同大学では学士号を取得しており、1999年にはカリフォルニア大学ロサンゼルス校（UCLA）でMBAを取得している。
1999年にはロサンゼルス・ドジャースのビジネス部門入りしたが、その年のうちにコロラド・ロッキーズのフロントへ移り、分析部門で6シーズンを過ごす。2005年オフにはテキサス・レンジャーズにGM補佐として移籍し、GMのジョン・ダニエルズと共にアメリカンリーグ優勝2回のチームを作り上げる。レンジャーズには2016年まで実質11年間在籍した。
2016年11月には野球部門最高責任者（CBO）となるデレク・ファルビーと共にミネソタ・ツインズにヘッドハンティングされ、GMに就任した。